# Construction agricole
 (janvier 2016).

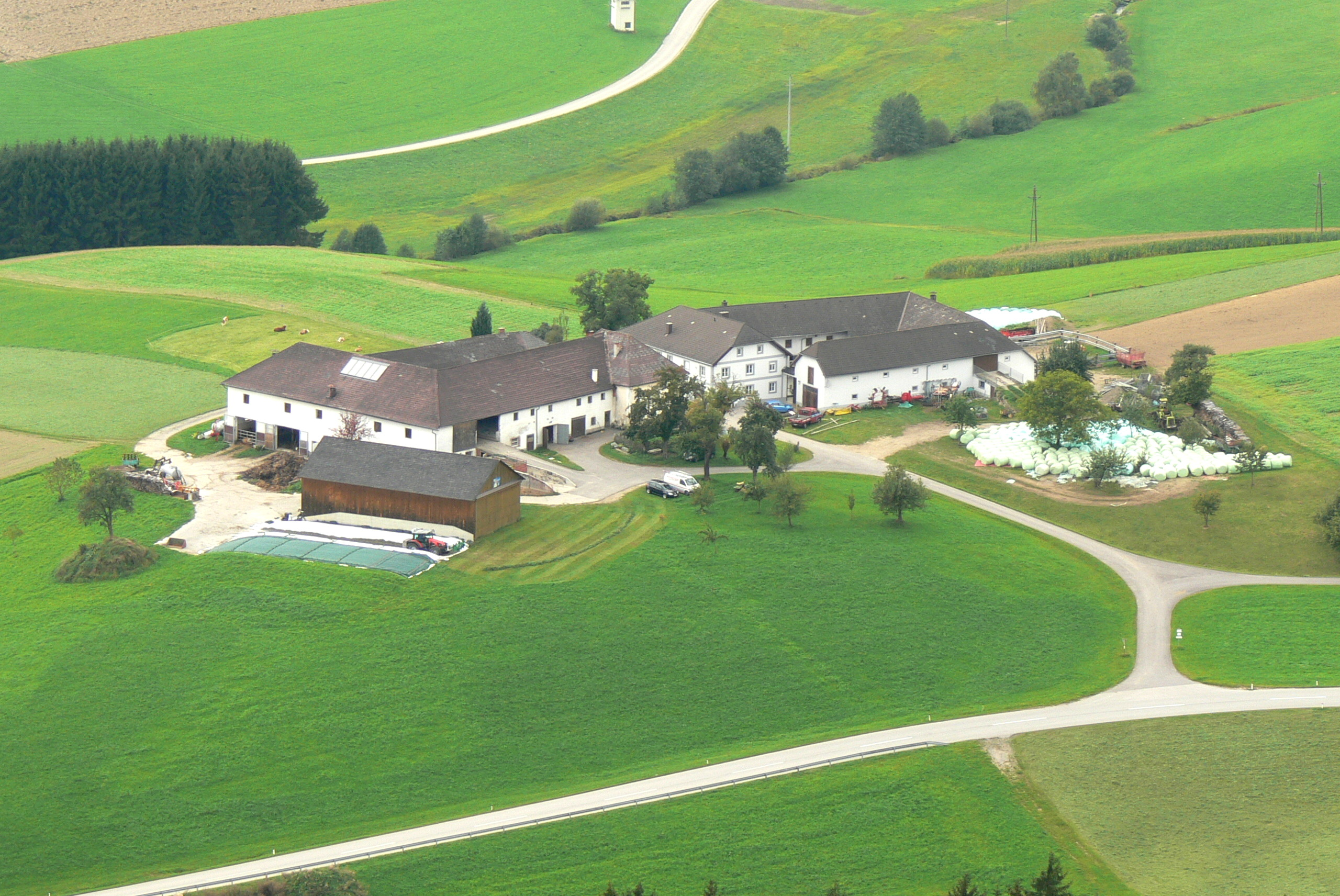
Une grosse ferme traditionnelle en Autriche (commune d'Oberneukirchen).

Une construction agricole est à l'origine une bâtisse construite à la campagne, et que l'on a appelée rustique, lorsque les matériaux employés étaient dits rustiques ou grossiers, ou rurale, le synonyme de campagne. Architecture sans architecte, on lui donnera au XXe siècle le nom d'architecture vernaculaire. Dans les sociétés industrielles, le terme « construction agricole » renvoie à une catégorie prévisible de bâtiments exclusivement consacrés à l'agriculture : granges, étables et hangars divers.

## Anciennement
À l'instar de beaucoup de pays qui ne se sont pas développés industriellement, en France, jusqu'au XVIIe siècle, 80 % de la population vit à la campagne (soit 16 millions de personnes) et principalement de l'agriculture. Le déclin s'amorce avec la révolution industrielle et surtout à partir du XIXe siècle. En 1968, seulement 15 % de la population vit de l'agriculture.
Faisant abstraction d'une lecture chronologique, ou géographique, lorsqu’aucune activité économique ne s'est substituée à l'agriculture, les exploitations agricoles sont souvent de taille modeste, familiales et les agriculteurs de modestes, voire de pauvres paysans. Les fermes rassemblent alors sous un même toit, hommes, femmes, enfants, bétail et fourrage. Dans les sociétés féodales, un seigneur ou un chef exerce certains droits plus ou moins appuyés sur les corps et les sols. Dans la société romaine antique par exemple, l'ensemble de la société hormis les citoyens romains, est réduite en esclavage au service du dominus, le maître et sert de domesticité dans le domus, à la campagne, dans la villa rustica. Dans la société médiévale, le seigneur exerce une activité dont le caractère parasitaire n'est pas toujours quantifiable[pas clair] .
Dans beaucoup de cas, la terre ne suffit pas à la subsistance de la famille qui doit alors trouver des activités annexes. En France, les maçons de la Creuse, les nourrices morvandelles sont des exemples connus et étudiés de ce phénomène.
Ce qui prime dans ces constructions agricoles, c'est l'économie. Les constructions qui se développent, leur situation géographique, leur implantation, leur orientation, leur organisation éventuelle en village, les matériaux employés ainsi que leur mise en œuvre sont dictés par l'économie, par le terroir, par la survie également. Que l'exploitation ait un tant soit peu de succès et des matériaux un peu plus cossus sont alors employés, la chaux se substitue à l'argile, la tuile au chaume, la pierre de taille aux simples pierres non ouvragées cueillies dans le lit du ruisseau.
Les témoignages de construction les plus anciens ont disparu du fait de leur précarité : bois, terre crue, couverture végétale, mise en œuvre de matériaux de construction précaires, font que ces constructions n'étaient pas destinées à durer, de même que les toits de chaumes des plus solides chaumières ont progressivement disparu au profit de toitures en tuiles de terre cuite, plus commodes d'entretien et plus sûres. Seuls subsistent souvent de ces périodes reculées, des monuments de prestige dédiés au seigneur ou commandés par lui pour un usage collectif, tels les fours pressoirs ou moulins banaux.
Selon les régions, des témoignages bâtis construits en dur, d'une architecture plus évoluée traversent les siècles.

## Tentative de classification

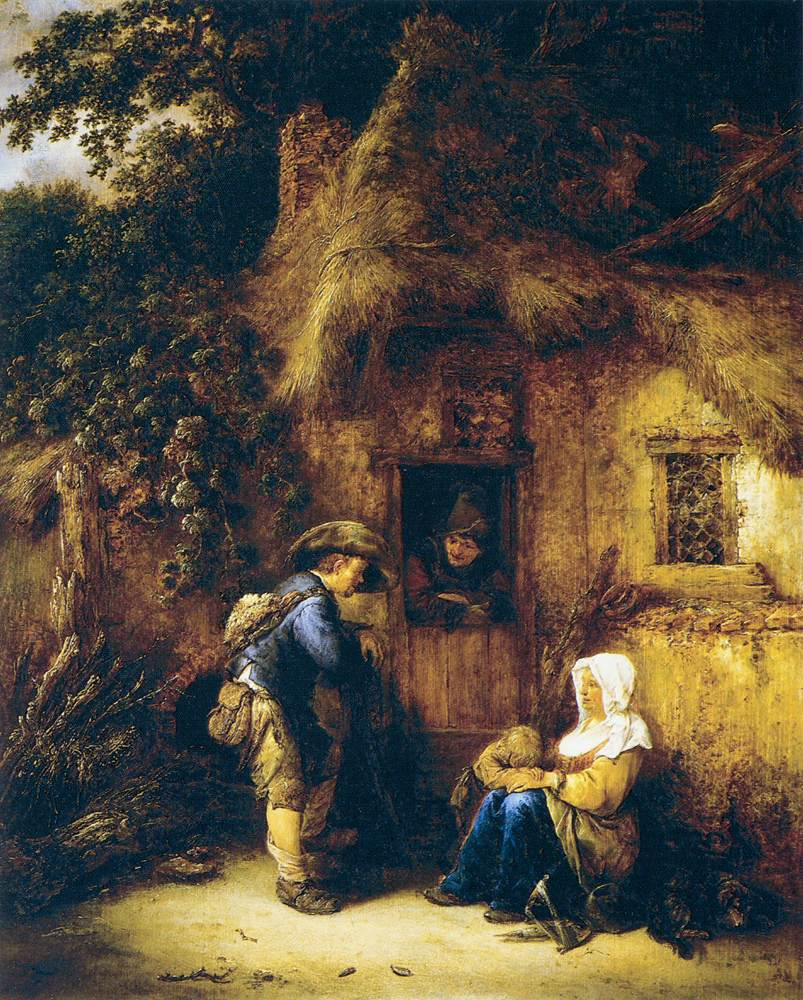
Isaac van Ostade - Voyageurs à la porte d'un Cottage - 1649

Architecture sans architecte, les constructions rurales sont longtemps restées en marge de la réflexion et du discours inhérent à l'architecture. Un auteur du XIXe siècle, chargé par les pouvoirs publics de rédiger un manuel pratique sur la manière de les améliorer, tente de leur appliquer quelques-uns des critères de classification alors en vigueur, ceux formulés par Vitruve dans son De architectura : « L'architecture consiste en cinq choses qui sont, l'Ordonnance, que les Grecs ont appelé Taxis ; la Disposition, qu'ils ont nommé Diathésis ; l'Eurythmie ou Proportion ; la Bienséance, et la Distribution, que les grec on appelé Œconomia ».
L'ordonnance, nous dit-il, c'est-à-dire l'ordre dans lequel les bâtiments doivent être placés autour de l'habitation principale, doit être établi d'après l'importance que le propriétaire attache dans chaque espèce d'exploitation à la surveillance du service de chacun de ces bâtiments, en sorte que ceux qu'il doit surveiller plus fréquemment soient plus près de son habitation. La prudence veut aussi que les récoltes les plus susceptibles de propager ou déterminer un incendie soient entièrement isolées. On entend par distribution, l'arrangement des différentes parties dont une construction est composée, le nombre des pièces, leur étendue et leur distribution intérieure sont relatifs à la destination de l'établissement et doivent être combinés avec goût et convenance; c'est-à-dire que leur ensemble présente le coup d'œil le plus régulier et les distributions les plus commodes. Cet art doit nécessairement entrer dans les principes d'une sage économie ; par économie, on parle de la circonspection sage et éclairée au moyen de laquelle on parvient à son but avec le moins de frais possible sans compromettre ni la solidité, ni la convenance d'aucune partie du travail. Le propriétaire doit au XIXe siècle, calculer et apprécier tous les besoins de son exploitation pour établir les bâtiments nécessaires au logement et à la conservation des hommes des animaux et des récoltes qu'elle doit comporter. Suit alors une classification basée sur les revenus de la propriété :
- Pour un homme pauvre, un vieillard même avec sa femme ayant un petit jardin, une simple chambre à four suffira, avec un petit grenier au-dessus pourvu qu'il y ait place pour son lit, sa maie à faire le pain, sa table, une petite armoire et trois ou quatre chaises.
- Si c'est pour un manouvrier ou un petit propriétaire qui n'a pas une nombreuse famille, il se trouvera convenablement logé avec une chambre un peu grande au rez-de-chaussée, dans laquelle on ferait un retranchement pour l'emplacement de son four et qui suffirait pour placer ses outils et ses enfants. Le grenier au-dessus servirait pour mettre son bois sinon devant sa porte et ses petites provisions. Si cette habitation est destinée à un métayer on lui fera deux chambres au rez-de-chaussée. On y ajoutera un four au-dehors, une laiterie, un poulailler, un rang à porcs, un petit cellier et un escalier intérieur pour monter au grenier dont une partie servira de chambre à blé. Peut être aura-t-il besoin encore d'une petite écurie pour 2 ou 3 chevaux, une étable pour autant de vaches, une petite grange et une petite bergerie, le tout proportionné à ses facultés et à l'étendue de son exploitation.
- Si elle doit être occupée par un fermier ou propriétaire de grande culture, il faut qu'elle soit plus vaste et plus commode, les pièces assez nombreuses et de dimensions assez grandes pour satisfaire à tous les besoins de son ménage. Si enfin elle doit être la demeure d'un riche propriétaire, il faut lui procurer toutes les commodités et les distributions d'une maison de plaisance. Quant aux animaux et aux domestiques, comme ils sont toujours en rapport avec l'importance de l'exploitation, on pourra facilement calculer l'étendue des bâtiments qui doivent les loger tous, tant en santé qu'en état de maladie[3].

### Une architecture vernaculaire

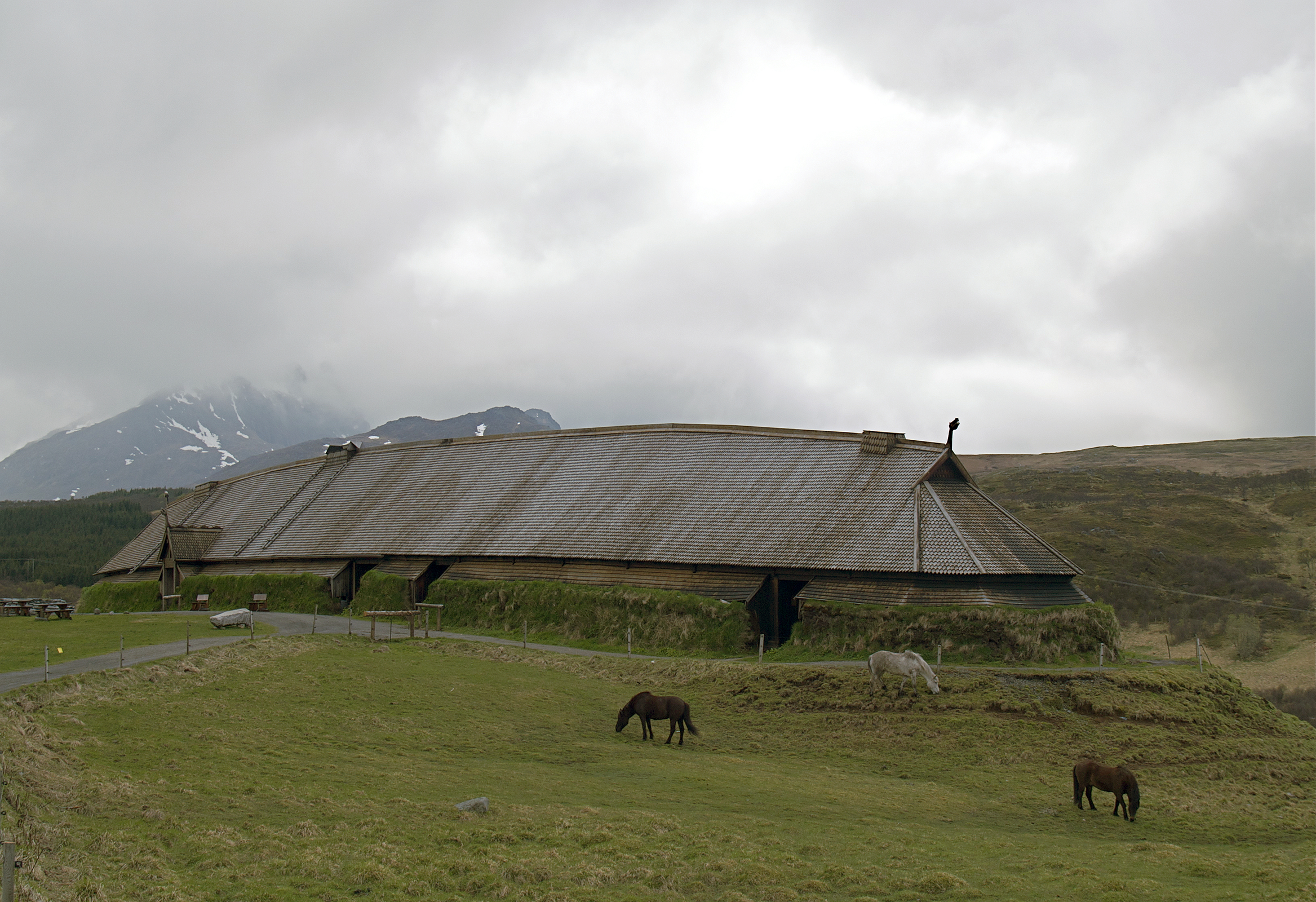
Longère viking reconstituée aux Lofoten, Norvège

Au XXe siècle, le terme d'architecture vernaculaire, l'architecture des gens, par opposition à l'architecture pour les gens est créé pour décrire l'ensemble de ces constructions ancrées dans leurs environnement. Elle se base alors sur les documents encore visible à cette époque.
Une typologie plus récente distingue différents plans fondamentaux, toutes maisons existant sous une forme élémentaire mais aussi sous des formes dérivées :
- la maison à pièce unique,
- la maison longue ou « longère »,
- la salle sur rez-de-chaussée ou « salle haute »,
- la maison au plan à distribution axiale,
- la maison profonde à nef et bas-côtés.

## Du pittoresque des vieilles chaumières

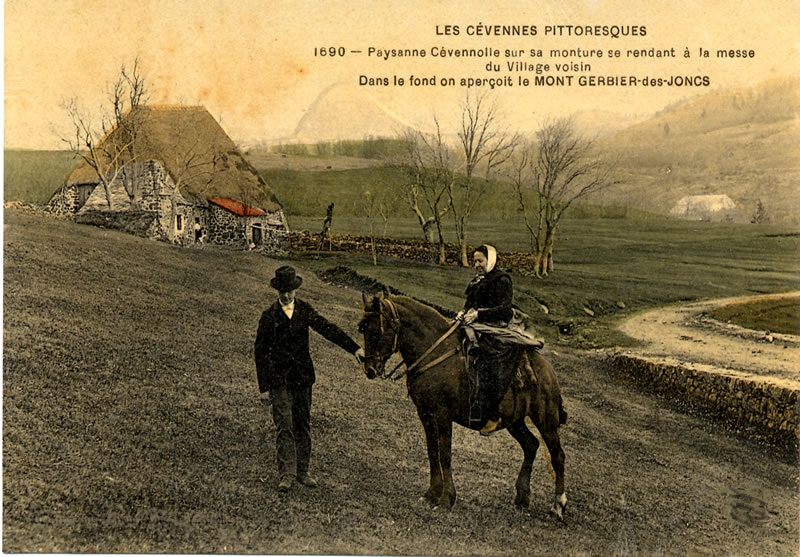
Paysans et chaumière dans les Cévennes

En France, au XIXe siècle et jusqu'au XXe siècle, des peintres et des écrivains trouvent du charme et du pittoresque aux vieilles chaumières engoncées dans leur végétation, aux paysans avec leurs habits, leurs coutumes, leur parler local démodé. Les hygiénistes font de l'univers agricole leur cheval de bataille. Ils découvrent le mauvais état des bâtiments ruraux, les conditions d'hygiène déplorables.

## Matériaux

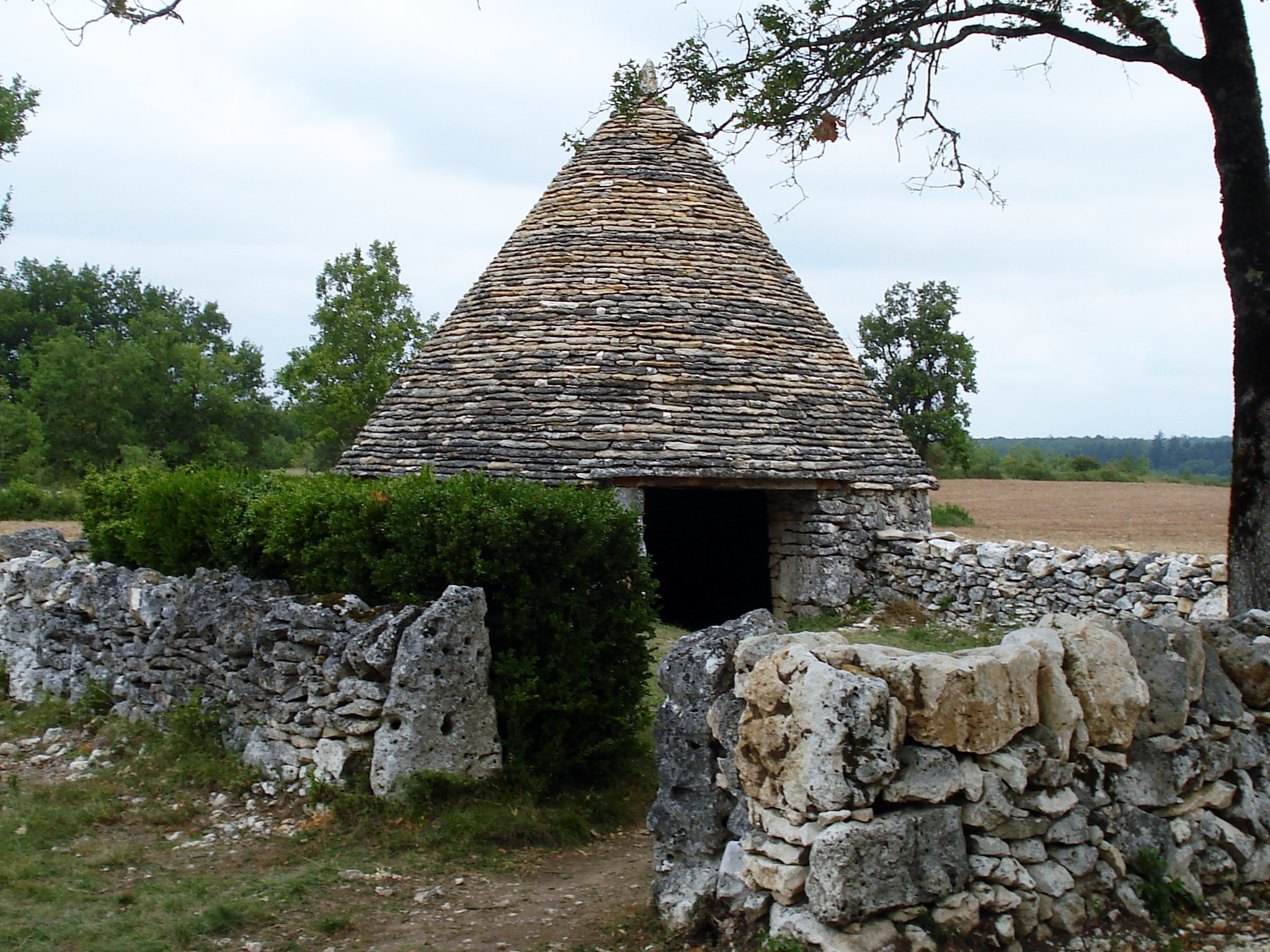
Cabane en pierre sèche, à la toiture refaite, au lieudit Nouel, à Lalbenque (Lot)

Les constructions agricoles sont liées à leur terroir. Dans toutes les localités, on ne trouve pas toujours tous matériaux dont on aurait besoin, ni les meilleurs d'entre eux d'ailleurs. Quelquefois on manque totalement des uns ou des autres, soit que les forêts sont éloignées et les bois de construction rare et cher ; là c'est la pierre de taille dont on ne trouve des carrières qu'à de grandes distances et dont il faut passer faute de moyens suffisants ; ailleurs on manque totalement de moellons ainsi que de sable et de gravier ou là encore on manque de tuiles. Il faut y suppléer par de la lave ou du bardeau ou autres matières, etc. Un propriétaire qui veut bâtir doit bien savoir quels sont les matériaux à sa portée, de leur prix et de leur transports, de leur fabrication et s'instruire enfin de meilleure manière d'employer les uns et les autres. Les matériaux les plus nécessaires sont le bois, le fer, la pierre, la terre, le sable. Avec de la terre on fait des briques, des tuiles, des carreaux, du ciment, du pisé. Avec les pierres on fait de la chaux, qui avec le sable produit des mortiers presque toujours indispensables. Toutefois, on fabrique aussi des mortiers avec une espèce d'argile (une terre franche) qui a beaucoup d'adhésion et quelquefois on se passe totalement de mortier ce qui produit des murs à sec bons pour les clôtures mais sujets à réparations.

### Les murs et fondations
Partout en Europe, vers 1815, plusieurs moyens président pour construire un bâtiment rural : 

#### Torchis
Beaucoup de bâtiment sont construits en torchis, qui consiste en une charpente dont les interstices sont remplis avec de la terre argileuse mêlée de foin ou de paille. Ils présentent plusieurs désavantages dont celui d'être dispendieux en bois.

#### En maçonnerie de cailloux
On construit aussi avec des cailloux de silex, ou avec du bloc marneux posé avec du mortier de chaux et sable, ou simplement avec de la poudre marneuse délayée à consistance de mortier ; les encoignures sont consolidées avec de petites pierres ou gros blocs, provenant de la même carrière. Rarement on rencontre dans ces constructions l'emploi de la brique qui est très coûteux.

#### En bauge
On construit aussi avec de la bauge montée par assises de dix-huit pouces de hauteur, sur une base en caillou et mortier : en Picardie et en Champagne une grande quantité de maisons sont bâties de bauge ou terre d'argile, mêlée de paille, construction qui a l'avantage de réserver le bois pour les ouvrages où son emploi est indispensable. Un bâtiment élevé en terre bien pétrie, sur une épaisseur convenable, et isolé du sol d'environ trois pieds, au moyen d'une base en caillou ou bloc posé en mortier, présente beaucoup de solidité et surtout d'économie.

#### Le pisé

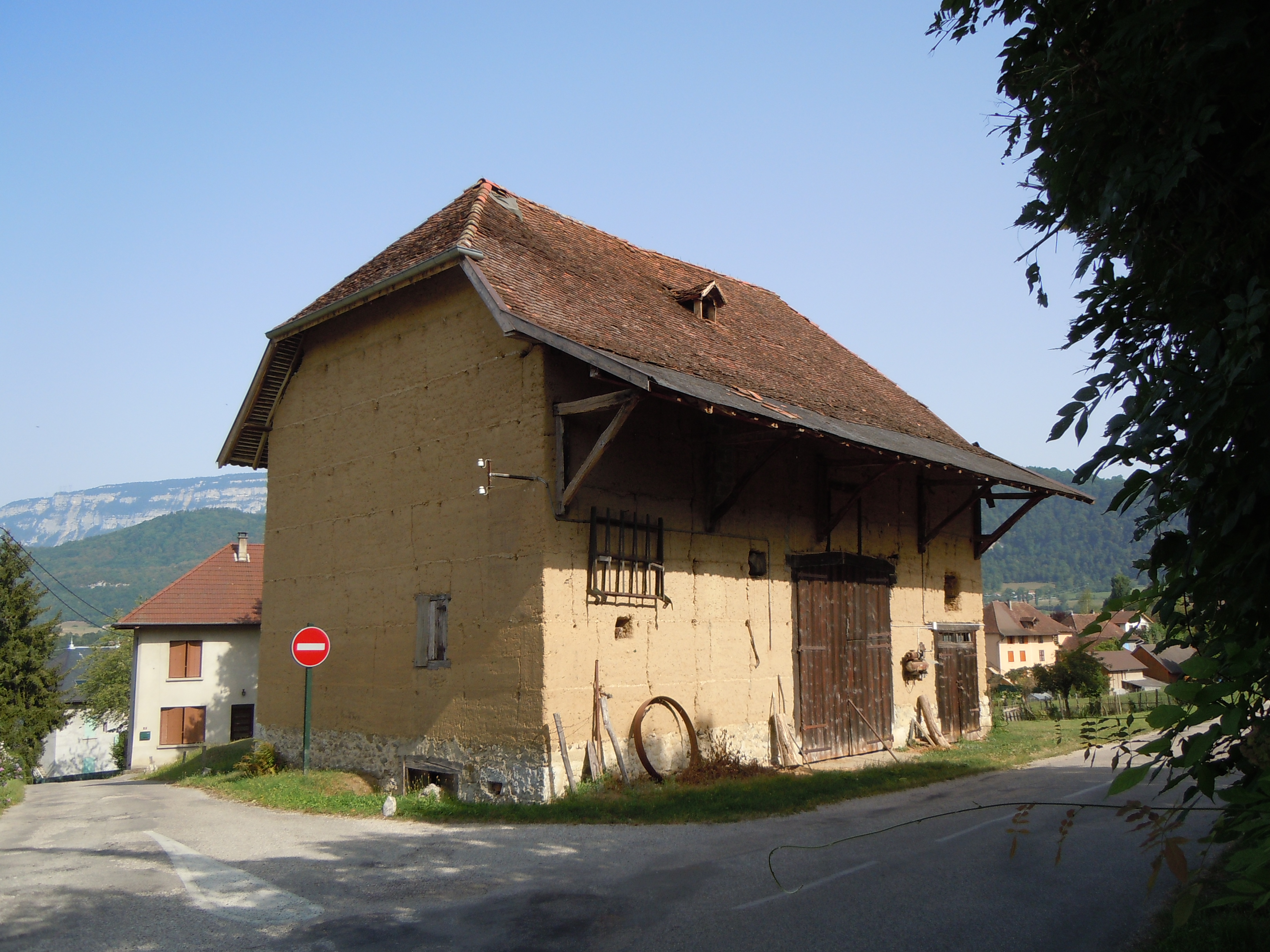
Grange en pisé à Saint-Albin-de-Vaulserre, France

On construit aussi avec de la terre sèche battue au pisoir, sur une base en caillou : l'architecte François Cointeraux (1740-1830), auteur d'un ouvrage sur la construction des maisons rurales en terre, fait élever, aux environs de Paris, beaucoup de bâtiments en terre sèche, battue avec une masse qu'il appelle pisoir. On élève une base en caillou et mortier avec des chaînes de brique. Sur cette base on pose deux tables de dix pieds de longueur et de deux pieds et demi de large ; ces tables, posées sur leur champ, sont écartées l'une de l'autre de dix-huit à vingt pouces, qui est la dimension convenable pour l'épaisseur d'un mur en terre ; leur aplomb est entretenu au moyen de poteaux et de traverses liées ensemble avec des coins et des cordes. Ces tables, ainsi disposées, forment les deux côtés d'un caisson dans lequel on verse de la terre sèche, qui d'abord est pétrie avec le pied, puis avec une masse en bois, appelée pisoir. Le caisson rempli de terre ainsi battue, se détache facilement et offre une portion de mur très-uni, de dix pieds de long et de deux pieds et demi de haut, pour laquelle on a employé trois ouvriers qui ont travaillé pendant trois heures au plus. Ces tables sont ensuite reportées sur une autre partie du bâtiment, pour faire une portion de mur de même dimension que la première, et ainsi de suite autour du bâtiment à construire. Ce genre de construction, parait préférable à la bauge, peut être employé avec avantage pour faire un bâtiment rural, un logement de fermier, et une maison de maître, quelles que soient ses dimensions et son importance. Le pisé exigeant de la terre sèche peut être exécuté sans interruption ; la bauge, au contraire, qui nécessite une grande quantité d'eau, ne peut être exécutée que par assises de dix-huit pouces de hauteur, qu'il faut laisser sécher avant d'en faire une autre, afin de lui donner la consistance nécessaire pour soutenir le fardeau d'une assise. Enfin, le bâtiment en bauge, clos et couvert, doit être bien sec avant d'être habité sans danger, ce qui n'a pas lieu avec le pisé, qui, étant très sec, peut être habité de suite.

#### Brique crue
On emploie également des briques desséchées au soleil et posées avec un mortier d'argile, à la manière adoptée en Lorraine : l'exécution est facile et peu coûteuse. On laboure en plusieurs sens une portion de terre dont la surface est calculée en raison de la dimension du bâtiment à construire ; on bat avec une masse cette portion de terre et la forme en surface unie ; puis, avec des règles et un tranchant, on coupe cette terre battue en lignes droites, espacées de 8 à 9 pouces, et par d'autres transversales de quatre à cinq pouces de distance. Tous ces carreaux ainsi tracés présentent un champ couvert de briques. On laisse cette terre bien sécher et prendre le plus de consistance possible, et, après un temps convenable, on enlève chaque carreau qui présente la forme d'une brique qui a deux pouces environ d'épaisseur. C'est avec de pareilles briques qu'on élève le bâtiment, en posant chaque assise, à la manière ordinaire, sur un lit de la même terre délayée en consistance de mortier.

### Les toits
Les combles ou toitures ont eu une pente plus rapide en France et dans les pays du Nord qu'en Italie et dans tous les pays chauds. Cela vient probablement de ce que dans le nord on couvrait primitivement toutes les habitations avec des roseaux, des joncs ou de la paille de seigle, qui ont besoin d'une pente rapide pour égoutter les eaux de pluie, la fonte des neiges, etc. Tandis que dans les pays chauds où il pleut plus rarement et où l'on ne voit que peu ou pas de neige, on a toujours couvert avec de l'ardoise, de la tuile plate et autres matières qui tiennent moins chaud et s'égouttent plus facilement. Pour couvrir les toits on se sert encore du roseau et du chaume ou gluys - de la paille de seigle battue en faisceau, à la main sur une table, un tonneau ou un rouleau à hauteur d'appui si cette paille était broyée elle ne serait d'aucun usage en couverture on doit prendre garde qu'elle ne soit pas rongée des rats et qu elle soit liée solidement. Il en est de même du roseau, dont la couverture peut durer une vingtaine d'années. Le chaume de seigle dure plus que la paille de froment. Toutes ces couvertures sont très sujettes à incendies et on songe à les interdire.

## Emplacement
Le site, le climat, la nature du sol, la situation des sources et la direction des vents dominants, la position des chemins environnants, la distance de la ville ou du village voisin, la situation des terres qu'on veut exploiter président l'établissement d'un bâtiment agricole.

### Eaux pluviales et les effluents d'élevage
Autant que possible on tâche de se fixer au centre de l'exploitation et sur une pente douce afin d'obtenir à volonté l'écoulement des eaux pluviales sans ravins et à peu de frais et de conduire les eaux des fumiers où on voudra sur un terrain.

### Eaux domestiques
Une source, une fontaine, un ruisseau, déterminent ordinairement la position des bâtiments parce que non seulement l'eau est de première nécessité mais aussi parce que dans certains lieux les moyens usités pour se la procurer peuvent être incertains et sont toujours onéreux. Cependant comme les sources les fontaines et les ruisseaux sont ordinairement dans les lieux bas toujours insalubres il faut que les bâtiments soient à une certaine distance de ceux-ci et dans une position plus élevée, autrement, les rosées étant plus fortes, le serein (humidité tombant le soir, après le coucher du soleil, quand se condense la vapeur d’eau dans les lieux chargés d’humidité) plus dangereux, l'air moins renouvelé des miasmes putrides (la France du XIXe siècle est encore la proie des pandémies régulières, les maladies pestilentielles dont le choléra, des maladies que l'on appréhende que difficilement) suite de cette humidité permanente en rendront le séjour dangereux et si cette influence déjà tant à craindre était rendue plus redoutable encore par une saison constamment pluvieuse la dégradation des bâtiments ensuivrait la pourriture deviendrait générale et le bétail souffrant serait écrasé dans ses charrois.
Faute de source ou d'eau courante, reste la solution du puits ou de la citerne. On choisit l'endroit où faire des puits peu dispendieux et dont l'usage n'est pas rendu trop pénible par sa grande profondeur et sa largeur, sinon des citernes assez grandes et assez profondes, sans trop de travail.

### Orientation
L'exposition la plus favorable est relative à la destination du bâtiment agricole et à la position topographique de la localité. Les vents dominants doivent être consultés; les chaînes de montagnes les brisent ou les font refluer. Les marais et les étangs les chargent de miasmes et de vapeurs insalubres.
En général l'exposition Nord et Sud paraît la plus saine et par conséquent la plus favorable pour la demeure de l'homme cette double exposition procurant à son habitation l'avantage d'être moins froide l'hiver en supprimant l'usage des ouvertures au nord et celui non moins grand de pouvoir tempérer la trop grande chaleur de l'été par des courants d'air venant du nord au sud.
L'exposition principale sud-est (du levant au midi) est très avantageuse. Dans les contrées du Nord, l'exposition nord-ouest ou ouest est regardées comme malsaines pour les habitations.
Les oiseaux et insectes domestiques ne prospèrent qu'aux expositions est et sud. Dans les pays chauds, le nord convient mieux à la santé du bétail. Dans les climats froids, il faut préférer les expositions est et sud. Enfin le nord est la meilleure exposition pour la conservation des grains et des fourrages tandis que les rhizomes et autres légumes d'hiver que l'on veut préserver de la gelée exigent le contraire.

## La salubrité
La salubrité est à même hauteur que la solidité est un des objectifs à atteindre lors de la construction d'un bâtiment agricole.
L'humidité, est la principale cause de dégradation successive et est aussi vecteur de maladie (le foyer du « mauvais air » qui affecte toujours plus ou moins les hommes et les animaux et le principe de toutes les maladies qui abrègent leur vie). L'humidité d'autre part, associé à la chaleur, contribue à la fermentation des grains et à la multiplication des insectes qui les dévorent. Enfin, elle accélère la « fermentation putride » des eaux alimentaires.
Cette humidité est souvent occasionnée par les remontées du sol. Quelquefois elle est l'effet des pluies et des vents dominants chargés d'humidité (avant de les frapper « ils ont traversé des étangs ou des marais et en ont déplacé les miasmes »).
On recommande au XIXe siècle d'assainir le terrain naturellement trop humide, de tenir le rez-de-chaussée du bâtiment à un niveau supérieur à celui du terrain desséché et d'établir son pavé ou carrelage sur un lit de terre absorbante, de charbon de bois pulvérisé, de tan, de mâchefer ou de sciure de bois. Si l'humidité est due à celle du terrain et occasionnée par un terrassement supérieur, des fossés extérieurs sont à prévoir, de 10 pieds de largeur au moins sur une profondeur suffisante pour que le niveau du rez-de-chaussée soit partout supérieur de 2 pieds environ à celui du terrain attenant.
Lorsque l'insalubrité de l'établissement est due à l'influence des vents dominants il faut autant que possible dans ces bâtiments, supprimer toutes les ouvertures à ces expositions contraires et les multiplier ailleurs.
La ventilation des pièces est assurée par des « airs croisés » qui assainissent l'air intérieur dans les temps humides et le rafraîchissent dans les grandes chaleurs. La même attention est portée aux chambres à blé, aux greniers à avoine, aux chambres aux laines, aux légumes secs et aux caves et celliers. Pour ces derniers, pas d'ouvertures au sud ou en moindre nombre possible et les multiplier du côté du nord, cette dernière exposition étant la plus favorable à la conservation des denrées et la plus contraire à leur fermentation, ainsi qu'à la multiplication des insectes destructeurs.
Les épizootie, régulièrement dévastent le cheptel, oblige à assainir les murs et les sols des étables, des écuries et des bergeries. Dans tous les cas les chaux vives et hydrauliques tant naturelles qu'artificielles sont employées, surtout dans les parties les plus sujettes à l'humidité, etc.

## Solidité
La solidité d'un bâtiment agricole dépend d'abord de la solidité du sol sur lequel ou veut l'asseoir de la qualité des matériaux et de leur emploi.
Pour s'assurer d'abord de la nature du terrain, on fait, au XIXe siècle, usage de la sonde des mineurs (une grosse tarrière formée de plusieurs barres de fer qui s'emboîtent, dont on se servait pour percer un terrain afin de connaître la qualité du fond). Si pour trouver le terrain ferme on est obligé de fouiller trop profondément, on suit le conseil de Vitruve, consolider le terrain avec des pieux en bois d'aune ou de chêne brûlés par le bout inférieur et enfoncés à refus à la masse. Si l’emploi de pilotis se fait sentir, on nivèle les têtes des piquets et les recouvre avec des madriers d'aune ou de chêne sans aubier, afin que le tassement de la maçonnerie puisse se faire également dans tout le développement de l'édifice et qu'aucune différence ne lui occasionne des déchirements nuisibles à sa solidité, etc.
On donne au fondations, une sur-épaisseur extérieure d'environ un décimètre afin de procurer plus de solidité à la nette maçonnerie.

## Obsolescence du bâti ancien
L'obsolescence des bâtiments anciens est ressenti comme un obstacle à la progression, par beaucoup d'exploitant désireux de se maintenir dans la profession.

## Les bâtiments agricoles modernes

### Le fumier
La législation moderne prévoit des règles strictes quant à l’entreposement du fumier à la ferme, ou dans les champs. Ces mesures visent à préserver les cours d’eau, puits, forages, sources, stockage d’eau potable ou destinée à l’irrigation ainsi que les lieux de baignade et de pisciculture des eaux de fumier. La fumière doit être couverte et la fraction liquide des purins et lisiers et fumiers doit être évacuée vers une fosse de stockage.